# Référendum constitutionnel bulgare de 1971
Un référendum constitutionnel a eu lieu en Bulgarie le 16 mai 1971. Les électeurs ont été consultés pour savoir s'ils approuvaient la nouvelle constitution (connue comme Constitution de Jivkov), dont le premier article notait « le rôle de premier plan du parti communiste ». Les résultats furent à 99,7 % en faveur de la constitution, avec une participation des électeurs de 99,7 %.

## Résultats
| Choix                   | Votes     | %    |
| ----------------------- | --------- | ---- |
| Pour                    | 6 135 218 | 99.7 |
| Contre                  | 15 477    | 0.3  |
| Invalide/blanc votes    | 5 533     | –    |
| Totale                  | 6 156 228 | 100  |
| Source: Nohlen & Stöver |           |      |